# Kłoda (Basse-Silésie)
Pour les articles homonymes, voir Kłoda.
Kłoda est une localité polonaise de la gmina de Żukowice, située dans le powiat de Głogów en voïvodie de Basse-Silésie.

## Histoire
De 1742 à 1945, Kladau fait partie de l'arrondissement de Glogau dans le district de Liegnitz au sein de la province de Silésie.